# John Rennicke
John William Rennicke (Aurora, 11 agosto 1929 – Perham, 9 dicembre 2007) è stato un cestista e giocatore di baseball statunitense, professionista nella ABL e nella NBA.

## Carriera
Venne selezionato dai Tri-Cities Blackhawks al sesto giro del Draft NBA 1951 (51ª scelta assoluta).